# Черняк Валентин Олександрович
Валентин Олександрович Черняк (2 березня 1932, Дегтярне, Харківська область, УРСР, СРСР) — радянський і український актор. Член Національної спілки кінематографістів України.

## Життєпис
Народився в селі Дегтярне Харківської області в родині сільського вчителя. Закінчив акторський факультет Харківського театрального інституту (1953). 
Працював у Харківському академічному українському драматичному театрі ім. Т. Г. Шевченка (1953—1954), потім служив у лавах Радянської Армії (до 1957). 
В кіно знімається з 1955 р. В 1957 р. зарахований до Театру-студії кіноактора при Київській кіностудії ім. О. П. Довженка.
Викладав у Київському державному інституті ім. І.Карпенка-Карого.

## Фільмографія
Акторські кінороботи:
- «Кривавий світанок» (1956, Прокіп Кондзюба)
- «Правда» (1957, Коцюбинський)
- «Ластівка» (1957, Алексєєв)
- «Повість наших днів» (1958, Варрава)
- «Небо кличе» (1959, Сомов)
- «Кров людська — не водиця» (1960, Марков)
- «Повість полум'яних літ» (1960, епізод)
- «Йду до вас!..» (1961, Ілля Романенко)
- «Радість моя» (1961, голова колгоспу)
- «Вулиця молодшого сина» (1962, Любкін)
- «Королева бензоколонки» (1962, епізод)
- «Квітка на камені » (1962, лікар)
- «Здрастуй, Гнате!» (1962, епізод)
- «Рибки захотілось» (1963, епізод)
- «Юнга зі шхуни „Колумб“» (1963, командир 295-го)
- «Сумка, повна сердець» (1964, Остап Лукаш)
- «Зачарована Десна» (1964, епізод)
- «Хочу вірити» (1965, співробітник газети (немає в титрах)
- «Над нами Південний хрест» (1965, епізод (немає в титрах)
- «Немає невідомих солдатів» (1965, комісар (немає в титрах)
- «Гадюка» (1965, епізод)
- «Лють» (1965, Кругляк)
- «Бур'ян» (1966, гість Огиря (епізод)
- «До міста прийшло лихо» (1966, комісар міліції (немає в титрах)
- «Берег надії» (1967, епізод)
- «Втікач з „Янтарного“» (1968, лейтенант міліції)
- «Розвідники» (1968, лейтенант Гончаров)
- «Поштовий роман» (1969, Антоненко, матрос)
- «Острів Вовчий» (1969, льотчик (епізод)
- «Скарби палаючих скель» (1969, матрос (епізод)
- «Сеспель» (1970, Краснов)
- «У тридев'ятому царстві...» (1970, міністр освіти)
- «Родина Коцюбинських» (1970, військовий з Чернігова)
- «Мир хатам, війна палацам» (1970, промисловець (немає в титрах)
- «Ніна» (1971, німецький офіцер)
- «Придивіться до цього обличчя» (1972, міліціонер)
- «Довіра» (1972, Іванівський)
- «Таємниця партизанської землянки» (1974, Іван Петрович)
- «Біле коло» (1974, сталевар)
- «Важкі поверхи» (1974, епізод (немає в титрах)
- «Любов земна» (1974, Куликов, новий голова)
- «Небо—земля—небо» (1975, епізод)
- «Хвилі Чорного моря». «Зимовий вітер» (фільм 2) (1975, штабс-капітан)
- «Дніпровський вітер» (1976, Павловський)
- «Ати-бати, йшли солдати…» (1976)
- «Талант» (1977)
- «Право на любов» (1977, лікар)
- «Доля» (1977, Куликов)
- «Женці» (1978, комбайнер)
- «Вигідний контракт» (1979, майор)
- «Овід» (1980, єпископ)
- «Червоні погони» (1980, комполку)
- «Два дні у грудні» (1981)
- «Климко» (1983, епізод (в титрах — І. Черняк)
- «Карастоянови» (1983)
- «Три гільзи від англійського карабіна» (1983, Приступа)
- «Прелюдія долі» (1984, ректор інституту)
- «В лісах під Ковелем» (1984, Коротченко)
- «Контрудар» (1985, Контрудар)
- «Далекий голос зозулі» (1985, епізод)
- «Ми звинувачуємо» (1985, обвинувач)
- «Дім батька твого» (1986, старшина міліції)
- «Жменяки» (1987, епізод)
- «Все перемагає любов» (1987, епізод)
- «Земляки» (1988)
- «Увійди в кожен будинок» (1989, епізод)
- «Пам'ятай» /«Ізгой» (1990, епізод)
- «Святе сімейство» (1997)